# Royal Hong Kong Auxiliary Air Force

Emblème de la RHKAAF.

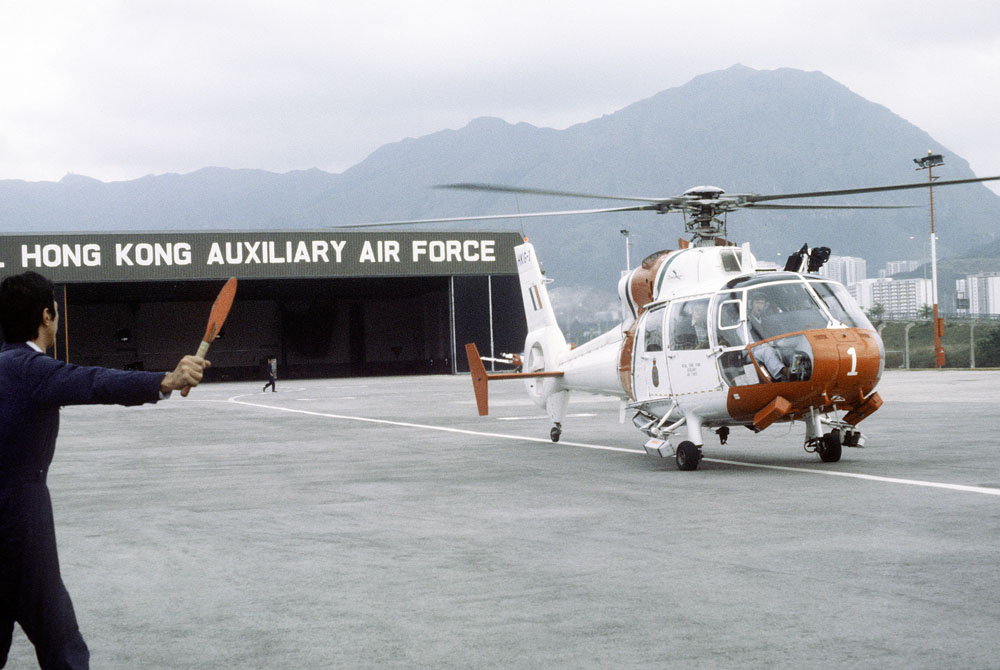
Un Aérospatiale SA-365C Dauphin 2 volant pour le compte de la RHFAAF de 1980 à 1990 sur l'aéroport international Kai Tak.

La Royal Hong Kong Auxiliary Air Force ou RHKAAF est une ancienne composante militaire appartenant au Royaume-Uni, et présente pendant l'occupation britannique de Hong Kong. Organiquement elle dépendait de la Royal Air Force qui disposait d'installations sur l'aérodrome de Shek Kong et l'aéroport international Kai Tak.
Elle a existé de 1949 à décembre 1993, au moment de la rétrocession du territoire à la république populaire de Chine.
Entre 1951 et 1955, elle à disposait d'un total de 16 chasseurs Supermarine Spitfire<.
Unité d'aviation légère militaire à sa désactivation en 1993, elle disposait alors de :
- Beechcraft Super King Air 200C : Deux exemplaires.
- Sikorsky S-70A : Trois exemplaires.
- Sikorsky S-76A & C : Huit exemplaires.
- Slingsby T.67M : Quatre exemplaires.

Il tient de signaler que chacun de ces avions et hélicoptères furent repris en 1994 par le Hong Kong Government Flying Service qui succéda au Royal Hong Kong Auxiliary Air Force.

## Sources & Références

### Sources web
La Royal Hong Kong Auxiliary Air Force sur le site AvionsLégendaires.